# Jan Szumilak
Jan Szumilak (ur. 29 czerwca 1941, zm. 30 marca 2017) – polski nauczyciel, ekonomista i doktor habilitowany.

## Biografia
Profesor Uniwersytetu Ekonomicznego w Krakowie, a także profesor nadzwyczajny w Katedrze Handlu i Instytucji Rynkowych. Jan Szumilak był również od 1977 do 2002 kierownikiem Punktu Konsultacyjnego w Kielcach. Posiadał habilitację.

## Życie prywatne
Syn Bronisława i Władysławy. Zmarł 30 marca 2017, a uroczystość pogrzebowa odbyła się 3 kwietnia 2017 na cmentarzu Salwatorze.

## Odznaczenia
- Brązowy Krzyż Zasługi[1]
- Srebrna Odznaka za pracę społeczną dla Miasta Krakowa[1]
- Odznaka za Zasługi dla Kielecczyzny[1]
- Złoty Krzyż Zasługi[1]